# 葉村エツコ
葉村 エツコ（はむら エツコ、1948年 - ）は、日本の女性歌手。本名 小沢昌江。
流行歌やアニメソングを手がけた。結婚・妊娠を経て引退した。

## ディスコグラフィー

### キングレコード

#### シングル
おねがい!おねがい!
1967年　レコード：BS-580
- A面 「おねがい！おねがい！」 作詞・作曲 - 浜口庫之助 / 編曲 - 森岡賢一郎
- B面 「夢で逢った恋人」 作詞・作曲 - 浜口庫之助 / 編曲 - 森岡賢一郎

エンピツが一本
1967年　レコード：BS-687
- A面 「エンピツが一本」　作詞・作曲 - 浜口庫之助
- B面 「つまんない！」　作詞 - 尾中美千絵 / 作曲 - すぎやまこういち / 編曲 - 高田弘

でも好きよ
1968年1月10日　レコード：BS-769
- A面 「でも好きよ」 作詞 - 鳥井実 / 作曲 - 佐香裕之 / 編曲 - 森岡賢一郎
- B面 「センチメンタル・ラブ」　作詞 - あいだえいみ / 作曲 - 清川美智子 / 編曲 - 森岡賢一郎 / 演奏 - オールスターズ・ワゴン

燃える花びら
1968年　レコード：BS-839
- A面 「燃える花びら」 作詞 - 桑路実 / 作曲 - 信楽潤 / 編曲 - 森岡賢一郎
- B面 「恋は真珠になって」 作詞 - 林美佐、桑路実 / 作曲・編曲 - 中島安敏

アニマル1の歌
1968年5月1日　レコード：BS-2005
- A面 「アニマル1の歌」（テレビアニメ『アニマル1』主題歌）
- B面 「ナナコの歌」　作詞 - 武井君子 / 作曲・編曲 - 玉木宏樹（『アニマル1』エンディングテーマ）

とめてくれるな、おっかさん
1969年5月1日　レコード：BS-992
- A面 「とめてくれるな、おっかさん」　作詞 - 大日方俊子 / 作曲 - すぎやまこういち / 編曲 - 高田弘
- B面 「海が見えたら」　作曲 - 大日方俊子 / 作曲 - すぎやまこういち / 編曲 - 高田弘

ポップコーン
1972年　レコード：BS-1614
- A面 「ポップコーン」（カバー）
- B面 「穴の中のかえる」（カバー）

おんぶおばけ
1972年　レコード：TV(H)-4
- A面「おんぶおばけ」（テレビアニメ『おんぶおばけ』主題歌）
- B面 「おんぶはネ」　作詞 - 亀崎経史・TCJ動画 / 作曲 - 三保敬太郎（『おんぶおばけ』エンディングテーマ）

どんどん人生
レコード：GK-360（和歌山県更生保護婦人連盟）
- 「どんどん人生」
- 「みえないおにぎり」

手をつなごう
レコード：SS(H)-346（NHK「おかあさんといっしょ」使用曲）
- 「てをつなごう」
- 「ここふんだ」
- 「ふうせんはブン」
- 「ぽかぽかてくてく」

ジャッキー ようちえん・ほいくえんでならう歌
2013年3月13日　CD：KICG-8722
- 「とんとんともだち」（「ミッフィー はじめまして！どうよう」にも収録）

どうよう うたのカレンダー～おうちや園でたのしく歌える12か月の歌～　
2018年03月07日　CD：KICG-8381/2
- 「そうだったらいいのにな」

ミッフィー はじめまして！どうよう
2019年9月11日　CD：KICG-8775
- 「とんとんともだち」（「ジャッキー ようちえん・ほいくえんでならう歌」にも収録）

#### ドラマ版
ジャングル・ブック
モーグリ 役
バンビ　
1972年6月10日
トン助 役

### RCA
ごてんばあさん
1979年　レコード：RVS-1170
- A面 「ごてんばあさん」（唄：藤本房子）
- B面 「いちばん星みつけた」作詞 - 杉山俊江 / 作曲 - 高野満好、高橋弘三（「土曜音楽会いちばん星みつけた」番組主題歌）

### YAMAHA MUSIC COMMUNICATIONS
SING SING
LPレコード：YM1010
- 「瀬戸の花嫁」（カバー）
- 「若葉のささやき」（カバー）
- 「虹をわたって」（カバー）

## 出演

### テレビ
- 「土曜音楽会いちばん星みつけた」 -  司会（1975年10月 - 1983年9月、テレビ静岡　視聴者の児童・生徒出場型のど自慢番組）
- 「おかあさんといっしょ」（NHK総合テレビジョン）
- 「ジャポップス・トップ10」（テレビ東京）

### 映画
- 「虹の中のレモン」1968年松竹 - 吉岡民子 役